# Дом Сипягина
Дом Сипягина — достопримечательность города Буй, объект культурного наследия регионального значения.

## История
Дом построен в середине 1880-х годах генерал-лейтенантом В. Н. Сипягиным, который к тому времени вышел в отставку и начал заниматься хозяйством. Отец его, Николай Мартемьянович Сипягин, герой Отечественной войны 1812 года, генерал-адъютант,  был самым крупным помещиком в Буйском уезде и имел усадьбу Романцево близ с. Покровского в Александровской волости.
Всеволод Николаевич неоднократно избирался в почётные мировые судьи, ему часто приходилось бывать в городе по делам, кроме того, он вёл широкую торговлю продукцией, производимой в его хозяйстве. Всё это и привело к решению выстроить свой торговый дом, а деньги и влияние наиболее родовитого дворянина в крае позволило выбрать самый удачный участок в центре города. Дом был двухэтажным, имел два независимых входа, внизу размещались приказчики, которые и вели торговлю, а на втором этаже были просторные комнаты для членов семьи. Это было дорогое строение, с оценкой 1205 руб., тогда как в среднем дома в Буе оценивались 25-40 руб. в год.
В начале XX века дом был продан его наследниками торговцу Бедареву. При большом пожаре в г. Буе дом сильно выгорел, несмотря на то что был кирпичным, а Бедарев, торговец средней руки, ещё не успевший встать на ноги после крупной покупки, так и не смог его восстановить. Лишь в начале 1920-х годах это здание было отремонтировано молодёжью города. Там был устроен «Пролеткульт» — пролетарский клуб. Когда рядом построили здание, где был открыт клуб им. Свистулёва, «Пролеткульт» закрыли, а освободившееся здание было переоборудовано под неполную среднюю школу № 1 имени Карла Маркса .
В период Великой Отечественной войны в здании размещался госпиталь для гражданских лиц, так называемый эвакостационар, в котором лечились эвакуируемые в Сибирь через Буй люди. После войны в здании была размещена вновь открытая неполная средняя школа № 8. После её закрытия, в связи с реформой школы 1985 года, у здания сменилось несколько хозяев.
В настоящее время здесь расположена детская художественная школа, открытая в 1970 году, но первоначально не имевшая своего приспособленного помещения. 

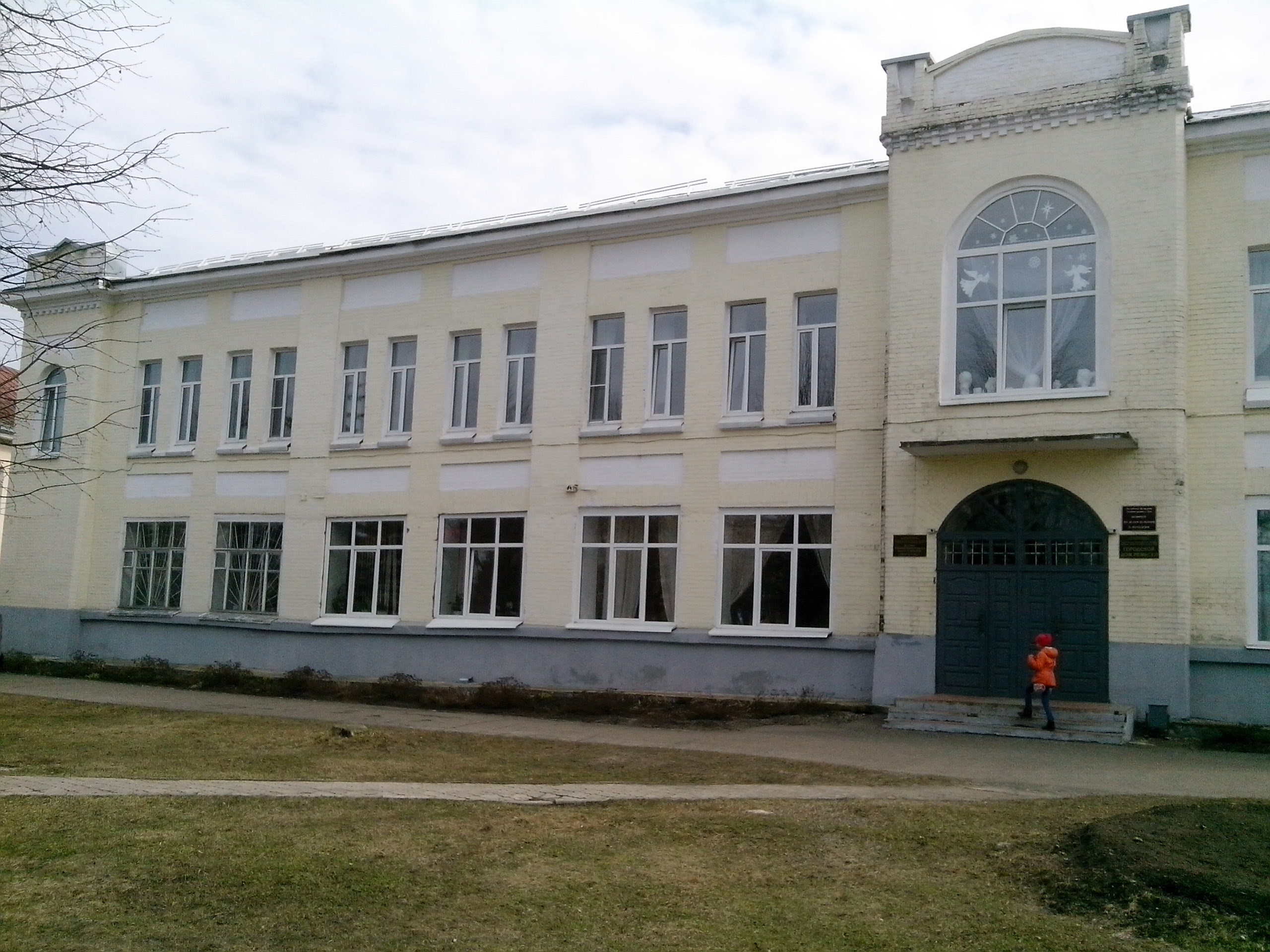
Город Буй Детская художественная школа

С образованием в 1997 году Комитета по делам культуры и молодёжи на 1 этаже этого здания расположились кабинеты его сотрудников. В 2002 году сюда же перевели «Дом ремёсел», открытый в городе ещё с лета 1994 года и ранее располагавшийся в старом здании по улице Коммунистов в бывшем Доме учителя.